# 파리의 딜릴리
《파리의 딜릴리》(프랑스어: Dilili à Paris)는 프랑스에서 제작된 미셸 오슬로 감독의 2018년 애니메이션, 가족,미스터리 영화이다.

## 출연
주연
- 프루넬 샤를-암브롱 : 딜릴리 역
- 엔조 라티토 : 오렐 역

조연
- 나탈리 드세이 : 엠마 칼베 역
- 브루노 파비오 : 파스퇴르 / 뤼미에르 형제 역
- 올리비에르 클라베리에 : 드가 / 모네 / 에펠 / 로댕 / 클레망소 역
- 미셸 엘리아스 : 르누아르 / 브랑쿠시 / 르낭 역
- 폴 밴디 : 웨일즈 왕자 역